# Aleucanitis austera
Aleucanitis austera är en fjärilsart som beskrevs av Volker John. Aleucanitis austera ingår i släktet Aleucanitis och familjen nattflyn. Inga underarter finns listade i Catalogue of Life.